# Vachtang II
Vachtang II (1251 - 1292) uit het huis Bagrationi was koning van Georgië van 1289 tot 1292.
Als zoon van de westelijk Georgische koning David VI Narin en zijn eerste vrouw Tamar, werd hij koning van Georgië toen zijn voorganger en neef Demetrius II geëxecuteerd werd door de heerser van Mongoolse Rijk. Hij regeerde alleen over het oostelijke deel van Georgië omdat zijn vader nog regeerde over westelijk Georgië.
Hij stierf na een bewind van drie jaar en werd opgevolgd door David VIII als koning van Georgië. Hij werd begraven bij het Gelatiklooster dicht bij Koetaisi.